# 齿翅蓼
齿翅蓼（学名：Fallopia dentatoalata）为蓼科何首乌属下的一个种。

## 扩展阅读
- 維基物種上的相關：齿翅蓼